# Acraea assimiliora
Acraea assimiliora är en fjärilsart som beskrevs av Le Doux 1922. Acraea assimiliora ingår i släktet Acraea och familjen praktfjärilar. Inga underarter finns listade i Catalogue of Life.